# Bouna Ndiaye
Pour les articles homonymes, voir N'Diaye.
Ne doit pas être confondu avec Alboury Ndiaye ou Mansour Bouna Alboury Ndiaye.
Bouna Alboury Ndiaye (né en Gambie en 1965) est un homme d'affaires franco-sénégalais et agent de joueurs dans le basket-ball. 
Il est l'agent de la plupart des basketteurs français les plus réputés à l'exemple de Victor Wembanyama ou Rudy Gobert.

## Biographie
Né en Gambie, il a grandi au Sénégal avant d'émigrer en France à 14 ans. Malgré ce déracinement, sa jeunesse reste marquée par son « excellence académique », y compris par correspondance. Son père est entrepreneur et diplomate. Il estime avoir été plutôt privilégié, contrairement à ce qu'il a vécu en France. Il a étudié en France à Grigny et à Savigny-sur-Orge, puis a eu une maîtrise de gestion à la Sorbonne (1987-1991).
Passionné de basket-ball, il est présent dans le milieu du basket-ball en France depuis longtemps, comme joueur puis entraîneur. Au plus haut niveau, il a joué au Vésinet en N2, avec George Eddy, Karim Ouattara et Mustapha N'Doye. Dans le même temps, il travaille sur des sujets éloigné du basket-ball, par exemple « au marché à Grigny les dimanches, [en faisant] du marteau-piqueur, [en nettoyant] les avions à Roissy, [ou en travaillant] dans une banque à faire la paperasse » puis comme contrôleur de gestion. Dans les années 1990, il entraîne de jeunes joueurs à Grigny.
Il rachète la structure Comsport en 1995 pour accompagner les joueurs, notamment francophones, avec l'ex-basketteur Jérémy Medjana,,. « Incontournables dans le basket français » avec son associé, en 2023, ils avaient « une trentaine de joueurs de son écurie qui ont signé en NBA » dont le contrat important signé en 2020 par Rudy Gobert — 205 millions de dollars sur cinq ans — avec le Jazz de l'Utah,. Son entreprise accompagne ou a accompagné Didier Mbenga, Ian Mahinmi, Ronny Turiaf, Rodrigue Beaubois, Nicolas Batum, Rudy Gobert, Evan Fournier, Boniface N’Dong, Saer Sene, Dominic McGuire, Clint Capela, Timofeï Mozgov, Yakhouba Diawara, Alexis Ajinça, Kevin Séraphin, Mickaël Gelabale, Sekou Doumbouya, Vincent Poirier, Frank Ntilikina, Bilal Coulibaly, Rayan Rupert ou encore Victor Wembanyama,. Il compte près d'un milliard d'euros de contrats négociés.
Ndiaye a établi plusieurs records dans l'univers des agents sportifs et est reconnu par ses pairs.
Il est dit admirateur de David Falk, l'agent de Michael Jordan, et de Pape Diouf, dans le football. Il réside en banlieue de Dallas depuis 2007, et dispose aussi d'une licence d'agent dans le football. Il accompagne certains footballeur comme Papy Djilobodji.
Il a fondé en 2021 la Why Not Me? Foundation dont le but est « [d']autonomiser la jeunesse pauvre du Sénégal à travers le sport, la santé et l'éducation ».
Un film, Le rêve américain, serait en préparation sur son parcours avec Jérémy Medjana par le réalisateur Anthony Marciano.